# High Tide (Band)
High Tide war eine britische Progressive-Rock-Band, die 1969 gegründet wurde.

## Musikalischer Stil
Der Autor Wilson Neate beschrieb den musikalischen Stil in seinem Review des Albums Sea Shanties auf AllMusic: „High Tide hatte die Muskelkraft einer knallharten Proto-Metal-Band, aber sie wagten sich auch in Prog-Gefilde vor, mit wechselnden Taktarten und Tempi, sanft-harter Dynamik, mehrstimmigen Arrangements und sogar einigen kunstvollen Faux-Barock-Einlagen“.

## Geschichte
Die Gründungsmitglieder von High Tide waren Tony Hill (Gitarre, Gesang), Simon House (Violine, Keyboard), Peter Pavli (Bass) und Roger Hadden (Schlagzeug). 1969 erschien ihr Debütalbum Sea Shanties, 1970 ihr zweites Album High Tide. Die Alben erhielten gute Kritiken, blieben kommerziell jedoch hinter den Erwartungen zurück. Während der Aufnahmen zu einem dritten Album im Jahr 1970 fiel Roger Hadden nach einem Zusammenbruch aus, und die Gruppe brach auseinander.
Denny Gerrard nahm mit High Tide als Begleitband das 1970 veröffentlichte Album Sinister Morning auf.
Das Duo Hill und House machte in den späten 1970ern unter Zuhilfenahme einer Drum Machine Aufnahmen, die erst 1989 unter dem Titel Interesting Times auf CD und Vinyl erschienen.
Nachdem House sich 1990 erneut Hawkwind angeschlossen hatte, brachte Hill in diesem Jahr zwei Alben, Precious Cargo und The Flood, mit Aufnahmen von High Tide und einzelner Bandmitglieder aus den Jahren 1970 bis 1979 auf den Markt. Hill stellte auch eine neue Band namens High Tide zusammen, bestehend aus Tony Hill (Gitarre, Bass), Dave Tomlin (Violine, Bass) und Drachen Theaker (Schlagzeug). Mit verschiedenen Gastmusikern, darunter auch Peter Pavli und Simon House, nahmen sie drei Alben auf: A Fierce Nature, Ancient Gates und The Reason of Success.
Im Jahr 2000 erschien das Kompilationsalbum Open Season. Musik von High Tide wurde auch in verschiedenen Progressive-Rock-Samplern veröffentlicht.

## Diskografie
- 1969: Sea Shanties
- 1970: High Tide
- 1989: Interesting Times
- 1990: Precious Cargo
- 1990: The Flood (unveröffentlichte Aufnahmen von 1970, 1971 und den späten 1970er Jahren)
- 1990: A Fierce Nature
- 1990: Ancient Gates
- 1990: The Reason of Success
- 2000: Open Season (Kompilation)
- 2023: The Complete Liberty Recordings (Kompilation)

als Begleitband von Denny Gerrard
- 1970: Sinister Morning